# テレーゼ・マロン
テレーゼ・マロン（Therese Maron）またはテレーゼ・メングス（Therese Mengs, 1725年 - 1806年10月10日）は、ローマで活躍したドイツ人の画家。

## 生涯
デンマーク生まれのザクセンの宮廷画家イスマエル・メングスの長女としてウースチー・ナド・ラベムもしくはドレスデンで生まれたが、家族と共にローマに移住し、弟アントン・ラファエル・メングスの弟子でオーストリア人肖像画家のアントン・フォン・マロンと結婚した。テレーゼは琺瑯やパステル、肖像細密画などを多く制作した。その中には自身や妹ユリア・シャルロッテ・メングスの肖像画もある。1806年、テレーゼはローマで没した。
テレーゼの弟子に、アポロニア・セーデルマン、 フランチェスカ・ブラッチ、姪のアンナ・マリア・メングス、ソフィア・クラークらがいる。

## 作品

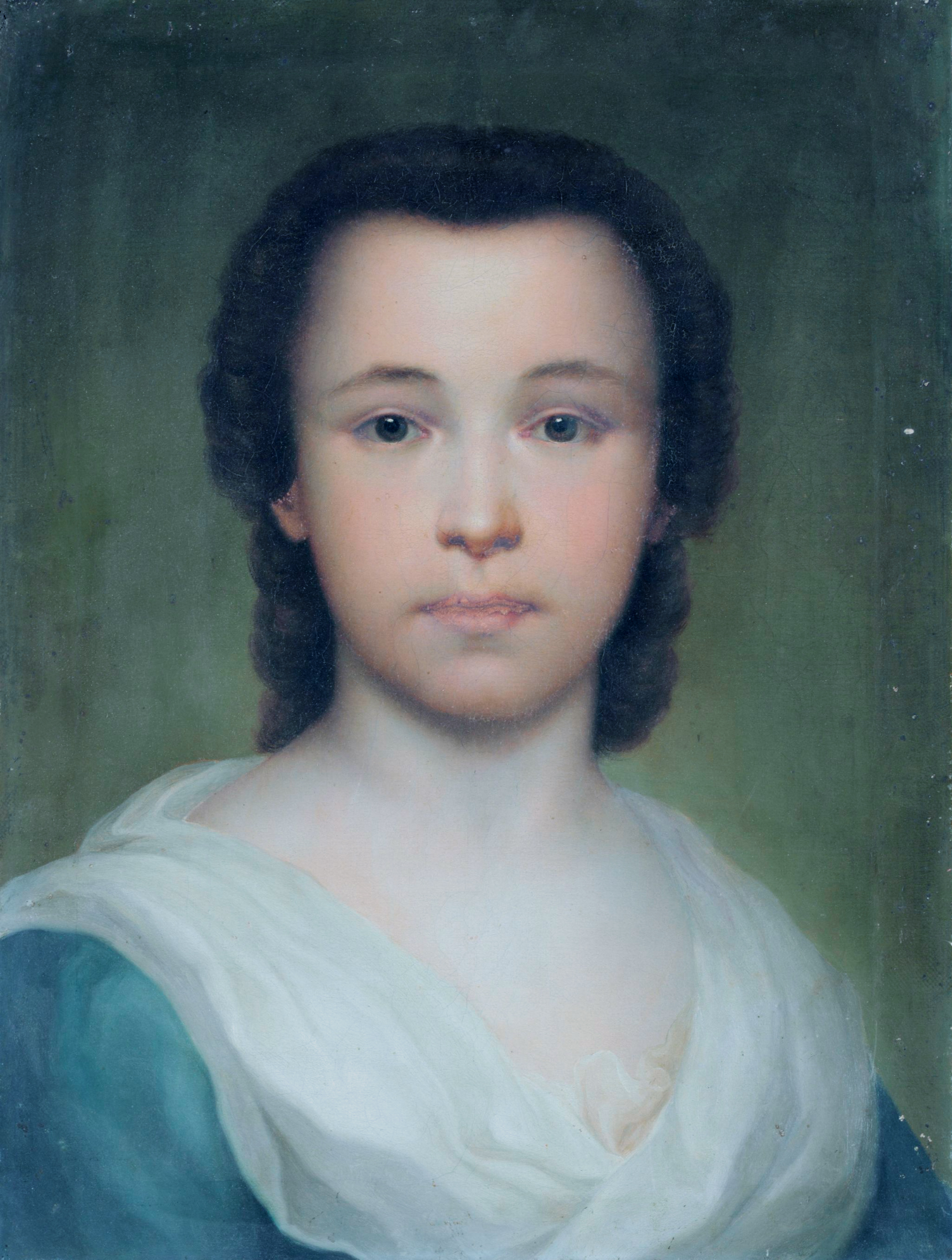
夫の妹ユリア・メングスの肖像
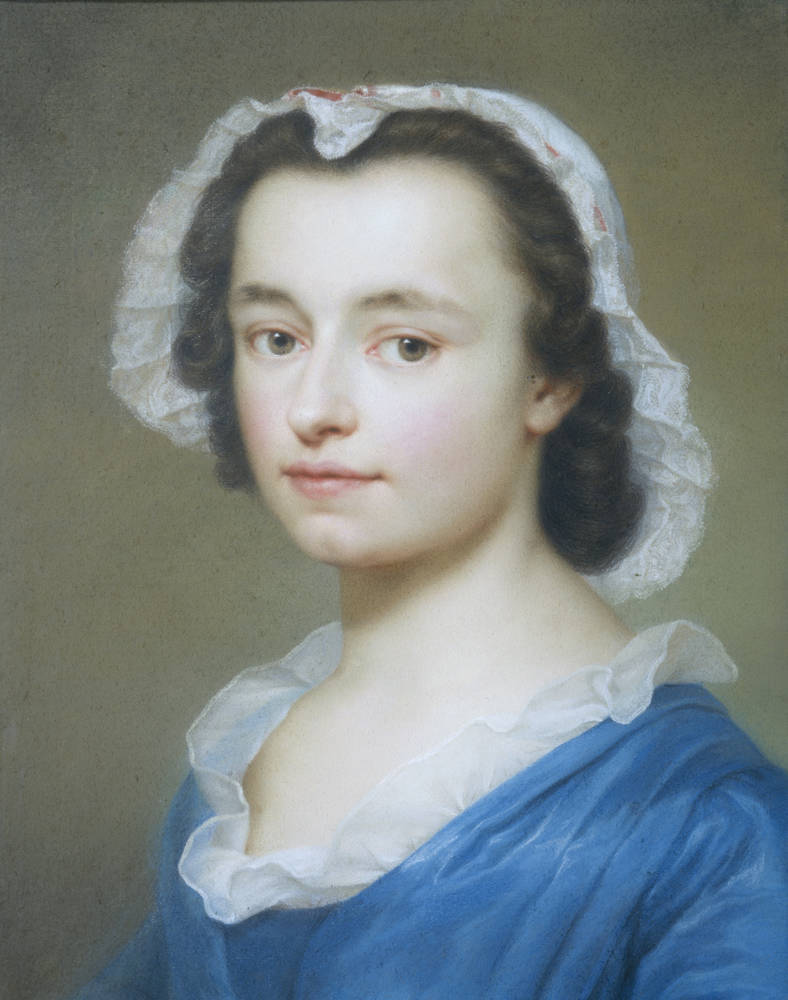
妹の肖像画
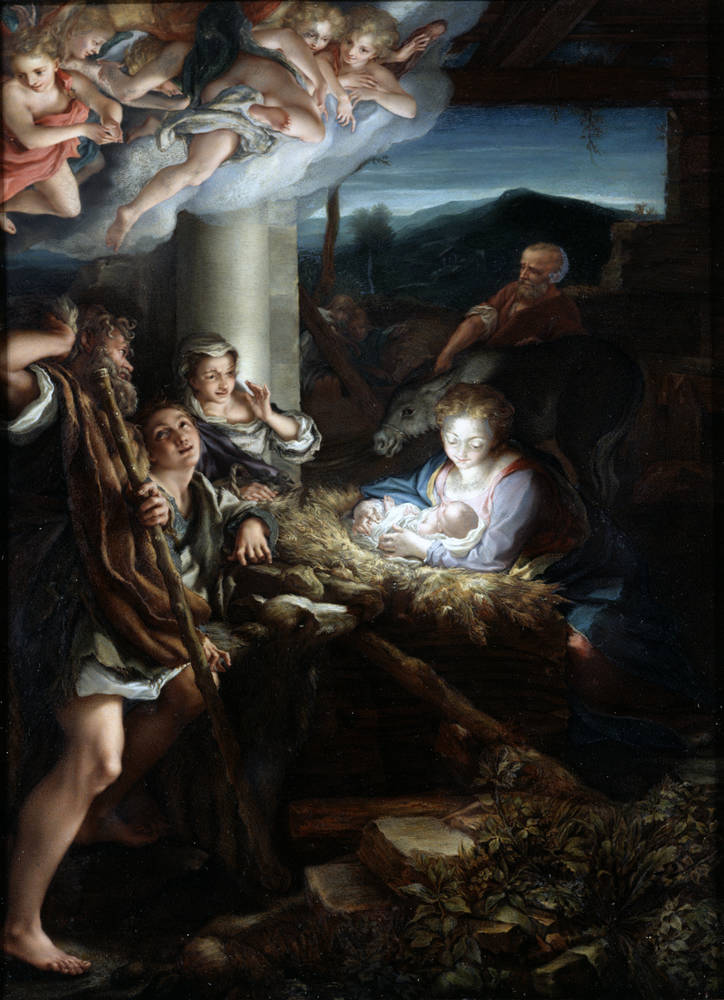
コレッジョの「聖夜」の模写